# استاکتون آن د فارست
استاکتون آن د فارست (به انگلیسی: Stockton-on-the-Forest) یک روستا و محله مدنی در بریتانیا است که در شهر یورک واقع شده‌است. استاکتون آن د فارست ۱٬۲۱۴ نفر جمعیت دارد.